# Paulo Nagamura
Paulo Roberto Corradi Nagamura o Paulo Nagamura (São Paulo, Brasil, 2 de marzo de 1983) es un exfutbolista y entrenador brasileño de ascendencia japonesa. Actualmente dirige al Houston Dynamo de la Major League Soccer.

## Trayectoria

### Inicios
Nació en San Paulo, Brasil el 2 de marzo de 1983 teniendo la nacionalidad japonesa por su padre. Nagamura empezó su carrera futbolística en las divisiones inferiores del São Paulo FC en 1994, pero tiempo después se fue ganando la confianza del técnico del equipo hasta que llegó al 11 titular. En el año 2001 emigró al fútbol inglés llegando al poderoso Arsenal FC bajo la mano del director técnico francés Arsène Wenger quien en los últimos años se había creado su equipo de jóvenes futbolistas talentosos.

### Profesionalismo
En el 2005 fichó por Los Ángeles Galaxy. Con ese equipo ganó la MLS Cup y la Lamar Hunt U.S. Open Cup el mismo año que llegó. En el mercado de invierno del 2007 el Toronto FC canadiense lo contrató. En el mercado de verano del mismo año llegó al club Chivas USA estando en él del 2007 al 2009. En enero de 2010 el Tigres mexicano lo contrató a préstamo por seis meses con opción de compra al Chivas USA, supliendo el lugar de "La Gata" Fernández quien se fue a Argentina a arreglar asuntos personales. Solo jugó la mitad de la temporada en Tigres, y regresó al Chivas USA a finales de año.
En el 2012 fichó por el Sporting Kansas City donde jugó 119 encuentros y anotó siete goles en todas las competiciones. Fue parte de los títulos de la U.S. Open Cup de 2012 y 2015 y la Copa MLS 2013. Estuvo en el equipo de Kansas hasta su retiro en el 2016, para dedicarse como entrenador del equipo reserva del club.

## Clubes

### Jugador
| Club                          | País           | Año       |
| ----------------------------- | -------------- | --------- |
| São Paulo FC (Inferiores)     | Brasil         | 1994-2001 |
| Arsenal FC (Inferiores)       | Inglaterra     | 2001-2004 |
| Los Ángeles Galaxy            | Estados Unidos | 2005-2006 |
| Toronto FC                    | Canadá         | 2007      |
| Chivas USA                    | Estados Unidos | 2007-2009 |
| Tigres                        | México         | 2009-2010 |
| Chivas USA                    | Estados Unidos | 2010-2011 |
| Sporting Kansas City          | Estados Unidos | 2012-2016 |
| Swope Park Rangers (Préstamo) | Estados Unidos | 2016      |

### Entrenador
| Club                    | País           | Año         | PD  | PG | PE | PP | Rendimiento |
| ----------------------- | -------------- | ----------- | --- | -- | -- | -- | ----------- |
| Sporting Kansas City II | Estados Unidos | 2018 - 2021 | 116 | 30 | 25 | 61 | 33.04%      |
| Houston Dynamo          | Estados Unidos | 2021 - 2022 | 29  | 8  | 5  | 16 | 33.34%      |
| Total club              | Total club     | Total club  | 145 | 38 | 30 | 77 | 33.11%      |

## Palmarés

### Campeonatos nacionales
| Título                   | Club                 | País           | Año  |
| ------------------------ | -------------------- | -------------- | ---- |
| Premier League - Sub-19  | Arsenal FC           | Inglaterra     | 2002 |
| MLS Cup                  | Los Ángeles Galaxy   | Estados Unidos | 2005 |
| Lamar Hunt U.S. Open Cup | Los Ángeles Galaxy   | Estados Unidos | 2005 |
| MLS Cup                  | Sporting Kansas City | Estados Unidos | 2013 |
| Lamar Hunt U.S. Open Cup | Sporting Kansas City | Estados Unidos | 2012 |
| Lamar Hunt U.S. Open Cup | Sporting Kansas City | Estados Unidos | 2015 |